# Brachypogon beaufortanensis
Brachypogon beaufortanensis is een muggensoort uit de familie van de knutten (Ceratopogonidae). De wetenschappelijke naam van de soort is voor het eerst geldig gepubliceerd in 1992 door Delecolle & Rieb.